# Öxi
Der Öxi-Pass liegt im Osten von Island mit einer Scheitelhöhe von 532 m.
Seit 1959 führt der Axarvegur  über den Pass.
Damals mussten die Bäche und Flüsse noch gefurtet werden, dass die Strecke längere Zeit erforderte als die längere Strecke über die Ringstraße .
Die Passstraße wurde ab 1999 ausgebaut, dass es jetzt Brücken gibt anstatt der Furten.
Es gibt Pläne, dass der Axarvegur weiter ausgebaut werden soll.
Dabei wird er etwas kürzer, die maximalen Steigungen sollen von jetzt 22 % auf 8 % reduziert werden.
Die Passstraße verkürzt die Fahrstrecke zwischen Egilsstaðir und Höfn um 67 km gegenüber der Ringstraße.
Nach Norden fließt die Axará neben der Straße.
Im Süden fließt die Brufjarðará bis in den Berufjörður.